# Nationalsozialistischer Deutscher Ärztebund

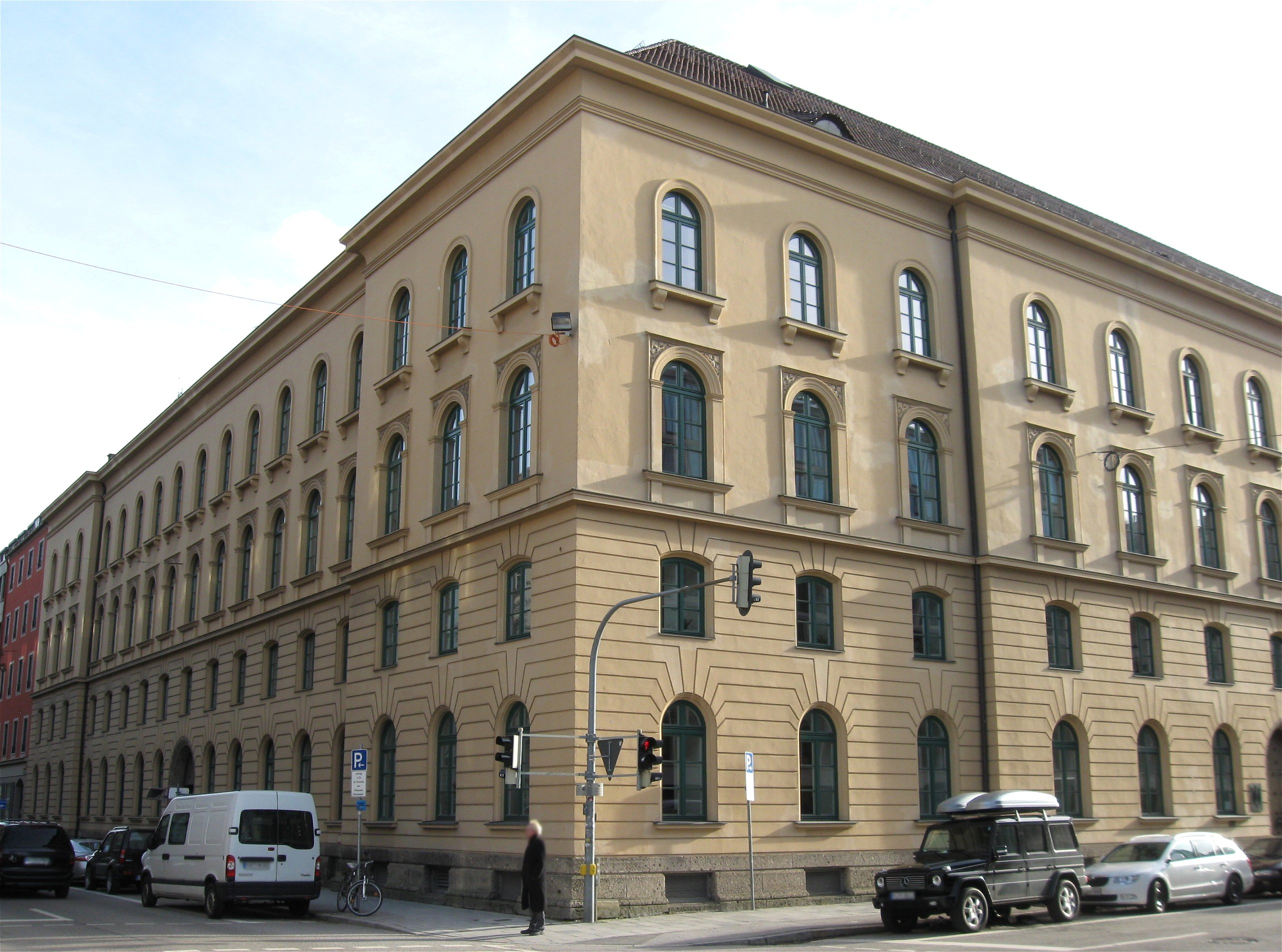
München, Karlstr. 21 (Aufnahme 2013)

Der Nationalsozialistische Deutsche Ärztebund (NSDÄB, auch: NSD-Ärztebund und NS-Ärztebund) war die Ärzteorganisation und neben SA und SS auch dritte Kampforganisation der NSDAP. Ihr Sitz war zuletzt in München, Karlstraße 21.
Der NSDÄB wurde beim Reichsparteitag am 3. August 1929 auf Initiative des Ingolstädter Arztes und Verlegers Ludwig Liebl gegründet. Dieser war auch drei Jahre lang erster Vorsitzender. Der NSDÄB begriff sich nicht als Standesvertretung, sondern als Kampforganisation. Als solche entwickelte er die wesentlichen „wissenschaftlichen“ Grundlagen der nationalsozialistischen Gesundheitspolitik, die in der rassenhygienischen „Vernichtung unwerten Lebens“ gipfelte.
Der NSDÄB folgte in seiner organisatorischen Gliederung der Struktur der NSDAP. Seit 1932 war Gerhard Wagner Führer des NSDÄB, 1934 erhielt er den Titel des Reichsärzteführers. Er setzte 1935 die rigorose Gleichschaltung der Ärztevereinigungen durch und wirkte am Entwurf der Nürnberger Gesetze mit; Hitler entschärfte den Entwurf des NSDÄB aber am Vorabend der Gesetzverkündung noch einmal entscheidend. So sollte eine Zwangsscheidung von „Mischehen“ und ein Heiratsverbot auch für „Vierteljuden“ Teil der Gesetze sein, was aber nach Hitlers Intervention wieder gestrichen wurde. Nach Wagners plötzlichem Tod 1939 im Alter von 50 Jahren übernahm Leonardo Conti seine Position. Der NSDÄB stellte am 13. Oktober 1942 für die Dauer des Krieges seine Tätigkeit ein, er hatte damals rund 46.000 Mitglieder. Mit dem Kontrollratsgesetz Nr. 2 (Auflösung und Liquidierung der Naziorganisationen) vom 10. Oktober 1945 wurde der NSDÄB durch den Alliierten Kontrollrat verboten und sein Eigentum beschlagnahmt.
Conti, der für seine Beteiligung an der nationalsozialistischen Aktion T4 in den Nürnberger Prozessen zur Rechenschaft gezogen werden sollte, erhängte sich im Oktober 1945 in seiner Gefängniszelle.

## Reichsärzte- oder Reichsgesundheitsführer
- Gerhard Wagner (1888–1939), deutscher Arzt, „Reichsärzteführer“ (1934–1939)
- Hans Deuschl (1891–1953), deutscher Arzt, „stellvertretender Reichsärzteführer“ (1933–1939)
- Leonardo Conti (1900–1945), deutsch-schweizerischer Arzt, „Reichsgesundheitsführer“ (1939 bis August 1944)
- Kurt Blome (1894–1969), deutscher Arzt, „stellvertretender Reichsgesundheitsführer“ (1939–wahrscheinlich 1945)

## Mitglieder
- siehe: Bekannte Mitglieder des NSDÄB